# Fabricio Díaz
Pour les articles homonymes, voir Díaz.
Fabricio Díaz, né le 3 février 2003 à La Paz en Uruguay, est un footballeur uruguayen qui évolue au poste de milieu défensif à Al-Gharafa SC.

## Biographie

### Liverpool Fútbol Club
Né à La Paz en Uruguay, Fabricio Díaz joue pour le club local de La Paz Wanderers avant d'être ensuite formé par l'un des clubs de la capitale uruguayenne, le Liverpool Fútbol Club qu'il rejoint à l'âge de 13 ans. Il commence sa carrière professionnelle en jouant son premier match lors de la finale de la Supercoupe d'Uruguay contre le Club Nacional, le 2 février 2020, veille de son 17e anniversaire. Ce jour-là il est titulaire et se fait remarquer en marquant également son premier but, participant à la victoire de son équipe sur le score de quatre buts à deux, après prolongation. Il remporte ainsi le premier titre de sa carrière alors que son club marque l'histoire dans la compétition en étant sacré pour la première fois. Il joue son premier match de championnat le 19 février suivant, face au Plaza Colonia. Il est titulaire et son équipe s'impose par un but à zéro.

### Al-Gharafa SC
Alors qu'il est annoncé proche du FC Barcelone ou encore de Brighton & Hove Albion, Fabricio Díaz rejoint finalement le Qatar pour s'engager en faveur du Al-Gharafa SC le 14 septembre 2023.

### En sélection
Fabricio Díaz représente notamment l'équipe d'Uruguay des moins de 20 ans dont il porte également le brassard de capitaine. Il est convoqué avec cette sélection pour participer au Championnat d'Amérique du Sud des moins de 20 ans qui a lieu en janvier et février 2023,. L'Uruguay termine deuxième, et donc finaliste de la compétition après sa défaite face au Brésil (2-0),,.

## Palmarès

### En club
Liverpool Fútbol Club
- Supercoupe d'Uruguay (1) :
  - Vainqueur : 2020.

### En sélection
Uruguay -20 ans
- Championnat d'Amérique du Sud
  - Finaliste en 2023